# Adar (Marroc)
Adar (en àrab أدار, Adār; en amazic ⴰⴷⴰⵔ) és un municipi rural de la província de Taroudant, a la regió de Souss-Massa, al Marroc. Segons el cens de 2014 tenia una població total de 4.344 persones.